# Rolling Fork
Rolling Fork és una població dels Estats Units a l'estat de Mississipi. Segons el cens del 2000 tenia 2.486 habitants.

## Demografia
Segons el cens del 2000, Rolling Fork tenia 2.486 habitants, 820 habitatges, i 620 famílies. La densitat de població era de 685,6 habitants per km².
Dels 820 habitatges en un 35,9% hi vivien nens de menys de 18 anys, en un 37,9% hi vivien parelles casades, en un 32,8% dones solteres, i en un 24,3% no eren unitats familiars. En el 22,2% dels habitatges hi vivien persones soles el 9,5% de les quals corresponia a persones de 65 anys o més que vivien soles. El nombre mitjà de persones vivint en cada habitatge era de 2,9 i el nombre mitjà de persones que vivien en cada família era de 3,4.
Per edats la població es repartia de la següent manera: un 30,8% tenia menys de 18 anys, un 11,9% entre 18 i 24, un 23,8% entre 25 i 44, un 20,4% de 45 a 60 i un 13,2% 65 anys o més.
L'edat mediana era de 32 anys. Per cada 100 dones de 18 o més anys hi havia 75,4 homes.
La renda mediana per habitatge era de 23.081 $ i la renda mediana per família de 24.911 $. Els homes tenien una renda mediana de 25.729 $ mentre que les dones 17.065 $. La renda per capita de la població era d'11.481 $. Entorn del 30,6% de les famílies i el 37,1% de la població estaven per davall del llindar de pobresa.

## Poblacions més properes
El següent diagrama mostra les poblacions més properes.